# Sō Kitamura
Sō Kitamura (北村 想, Kitamura Sō, nom véritable Kitamura Kiyoshi, (北村 清司); né le 5 juillet 1955 à Ōtsu, préfecture de Shiga) est un dramaturge et essayiste japonais.

## Biographie
Avec l'aide d'amis, il pénètre dans l'université Chūkyō à Nagoya, fréquente le club de théâtre et commence à écrire des pièces. En 1976, il fonde la compagnie théâtrale TPO Shi-dan (TPO師★団). Après sa dissolution, il fonde les troupes Suisei '86 (彗星’86, 1982 - 1986) et Project Nav (1986 - 2003).
De 2006 à 2007 Kitamura est directeur du « Centre de création artistique pour les citoyens » à Kusatsu. Il travaille actuellement en indépendant et a écrit environ 140 pièces de théâtre.
En 1984 il est lauréat du prix Kunio Kishida pour 11-nin no shōnen (十一人の少年, « Onze garçons ») et en 1990 il reçoit le prix Kinokuniya de théâtre.

## Ouvrages (sélection)
- Hogi uta (寿歌, Ode an die Freude), 4 pièces en un acte, première représentation en 1979
- Ano yama~waga natsu wa eikyu ni megurinu patio nite~ (あの山～我が夏は永久にめぐりぬパティオにて～, That Mountain: On the Patio Our Summer Won’t Last Forever), première représentation en 2005

## Source de la traduction
- (de) Cet article est partiellement ou en totalité issu de l’article de Wikipédia en allemand intitulé « Sō Kitamura » (voir la liste des auteurs).